# Friuli Latisana Cabernet Sauvignon superiore
Le Friuli Latisana Cabernet Sauvignon superiore est un vin rouge italien de la région Frioul-Vénétie Julienne doté d'une appellation DOC depuis le 19 mai 1975. Seuls ont droit à la DOC les vins rouges récoltés à l'intérieur de l'aire de production définie par le décret. Les vignobles autorisés se situent en provinces de Pordenone et d'Udine dans les communes de Castions di Strada, Latisana, Lignano Sabbiadoro, Muzzana del Turgnano, Morsano al Tagliamento, Palazzolo dello Stella, Pocenia, Precenicco, Rivignano, Ronchis, Teor et Varmo.
Le vin rouge du type superiore répond à un cahier des charges plus exigeant que le Friuli Latisana Cabernet Sauvignon, essentiellement en relation avec taux d’alcool.

## Caractéristiques organoleptiques
- couleur : rouge rubis plus ou moins intense
- odeur : caractéristique, agréable, légèrement épicé,
- saveur : sec, plein, légèrement épicé, velouté après vieillissement

Le Friuli Latisana Cabernet Sauvignon superiore se déguste à une température de 14 à 16 °C et il se gardera 2 – 4 ans.

## Production
Province, saison, volume en hectolitres :
- pas de données disponibles